# Bielska Szkoła Przemysłowa

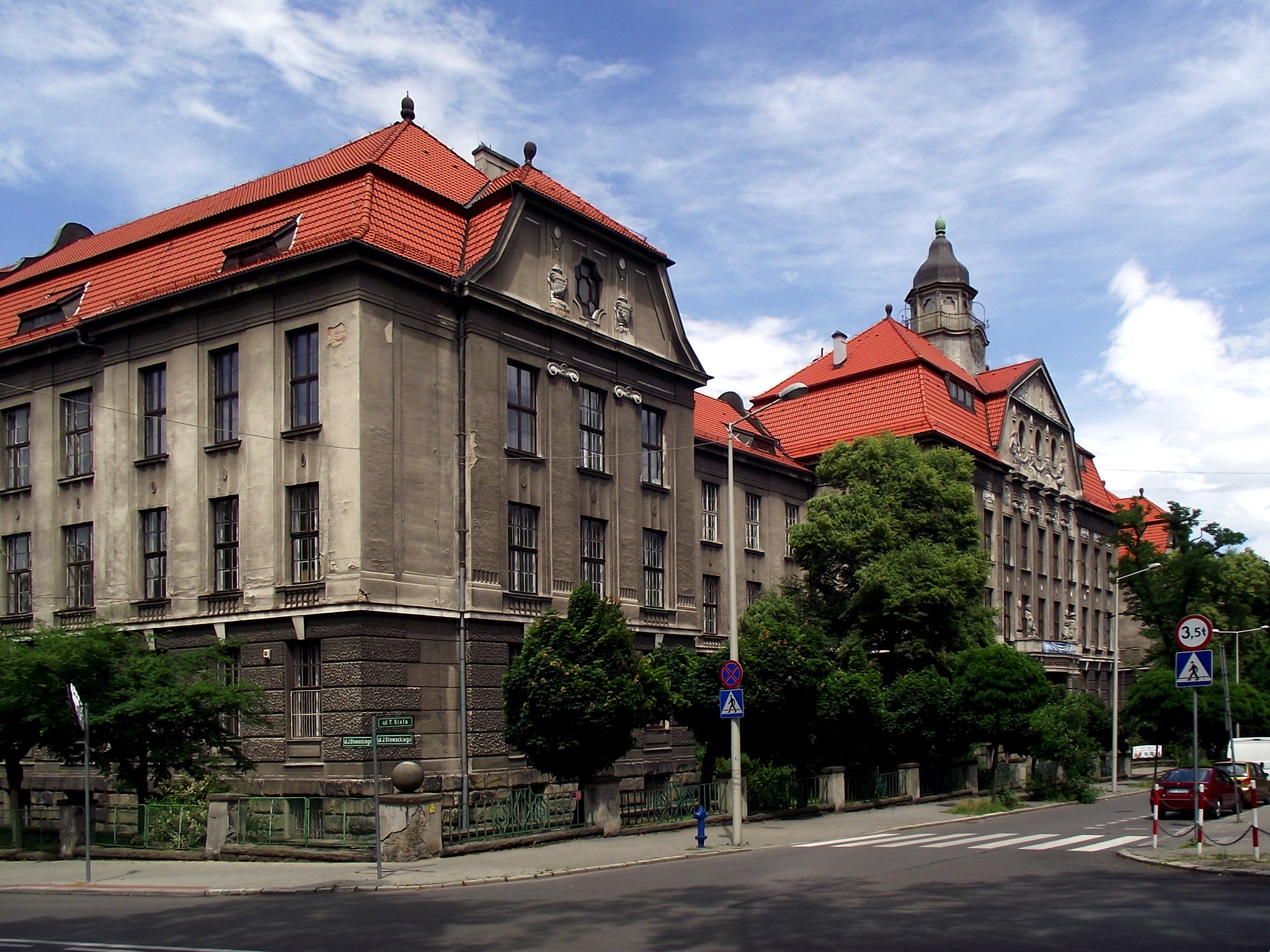
gmach główny BSP

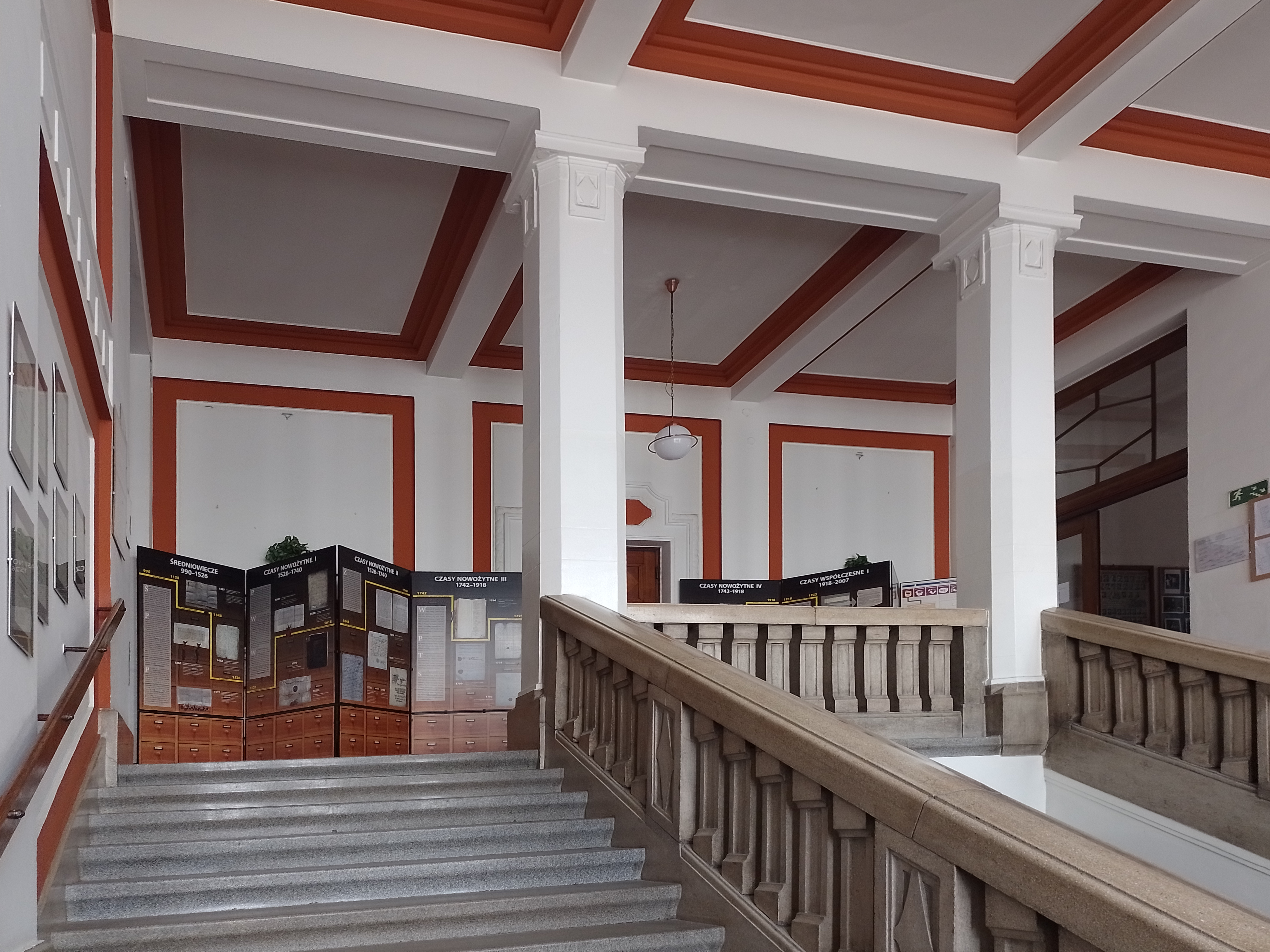
Klatka schodowa

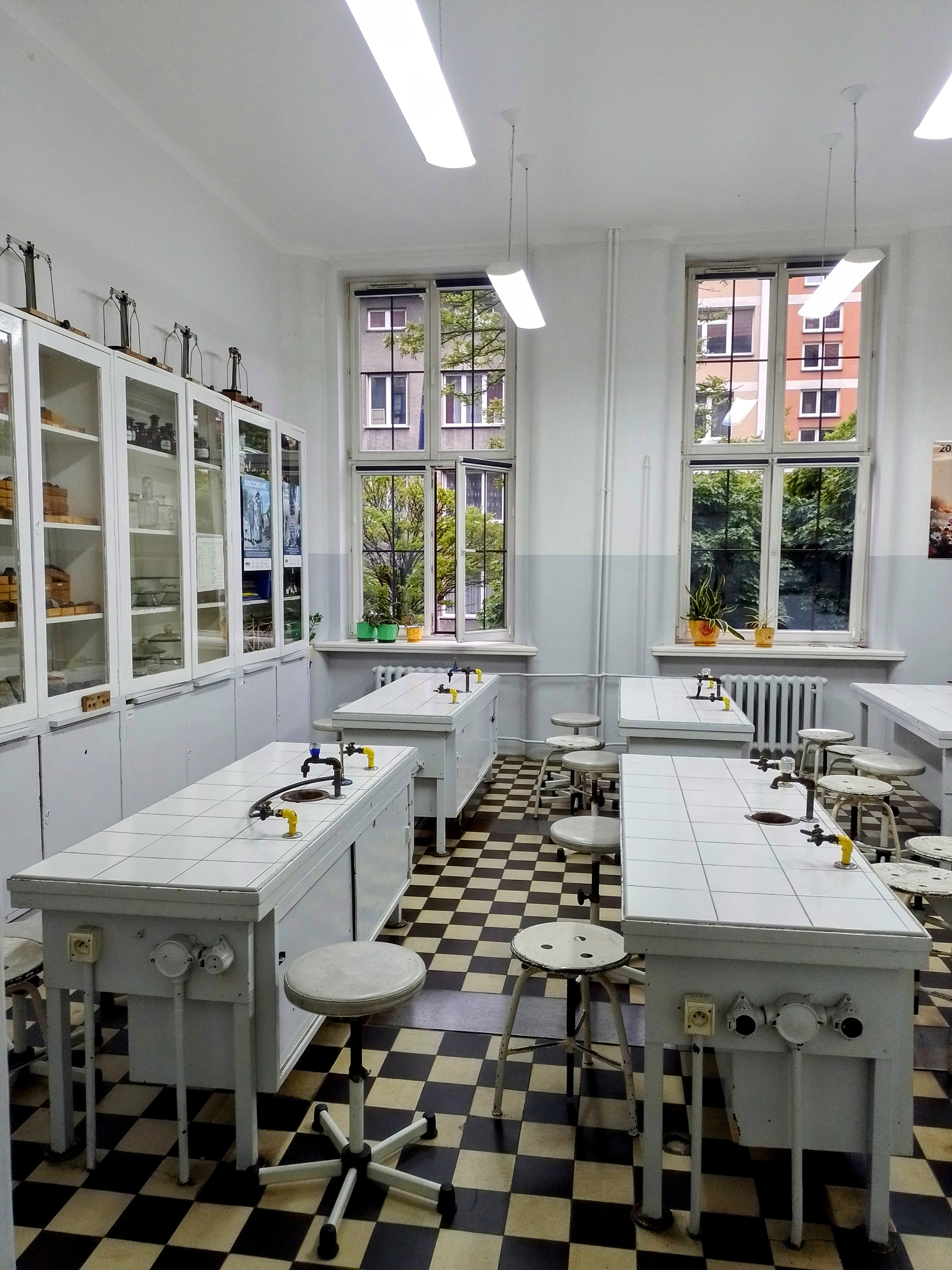
Jedna z sal chemicznych

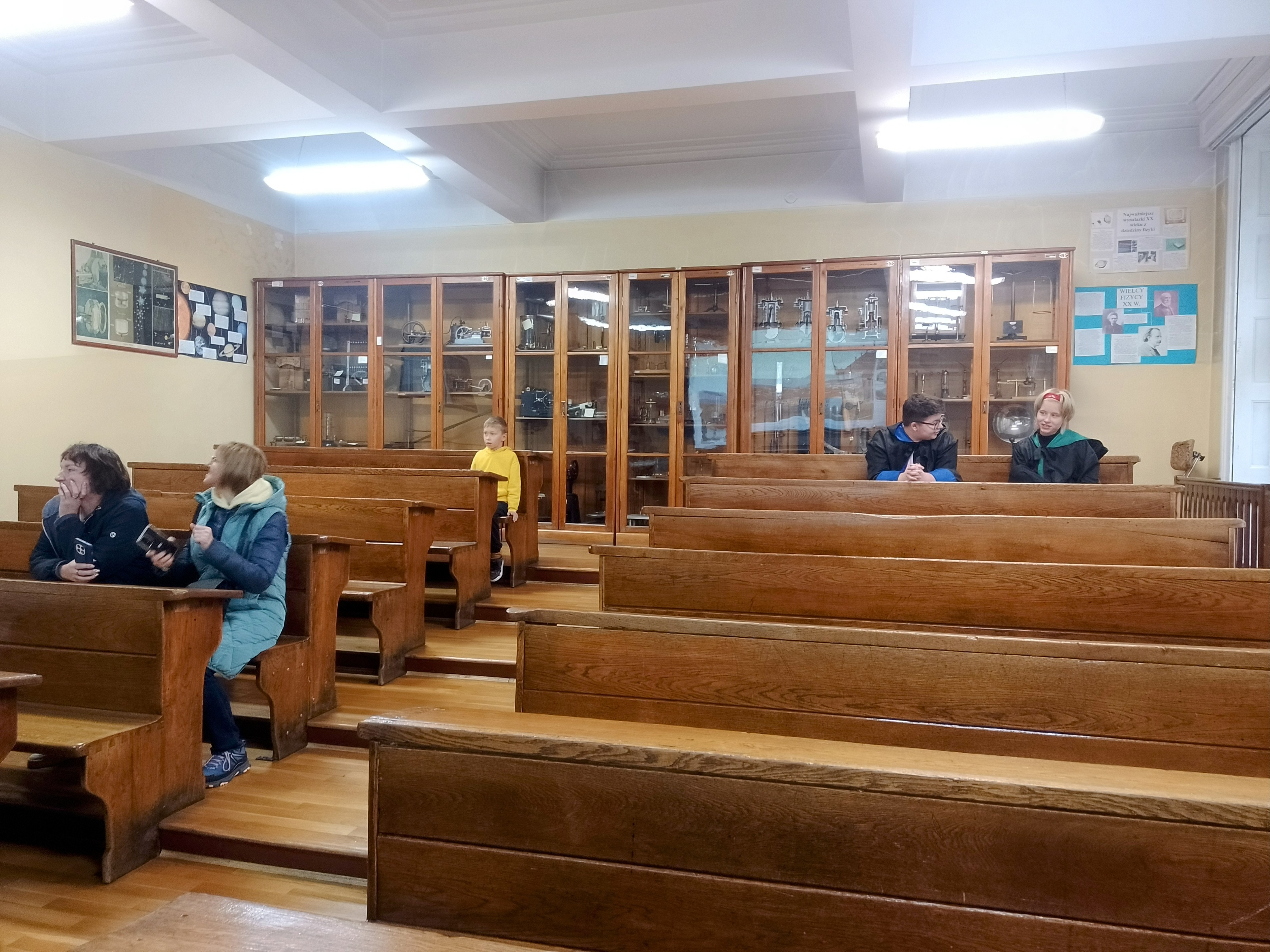
Jedna z sal audytoryjnych

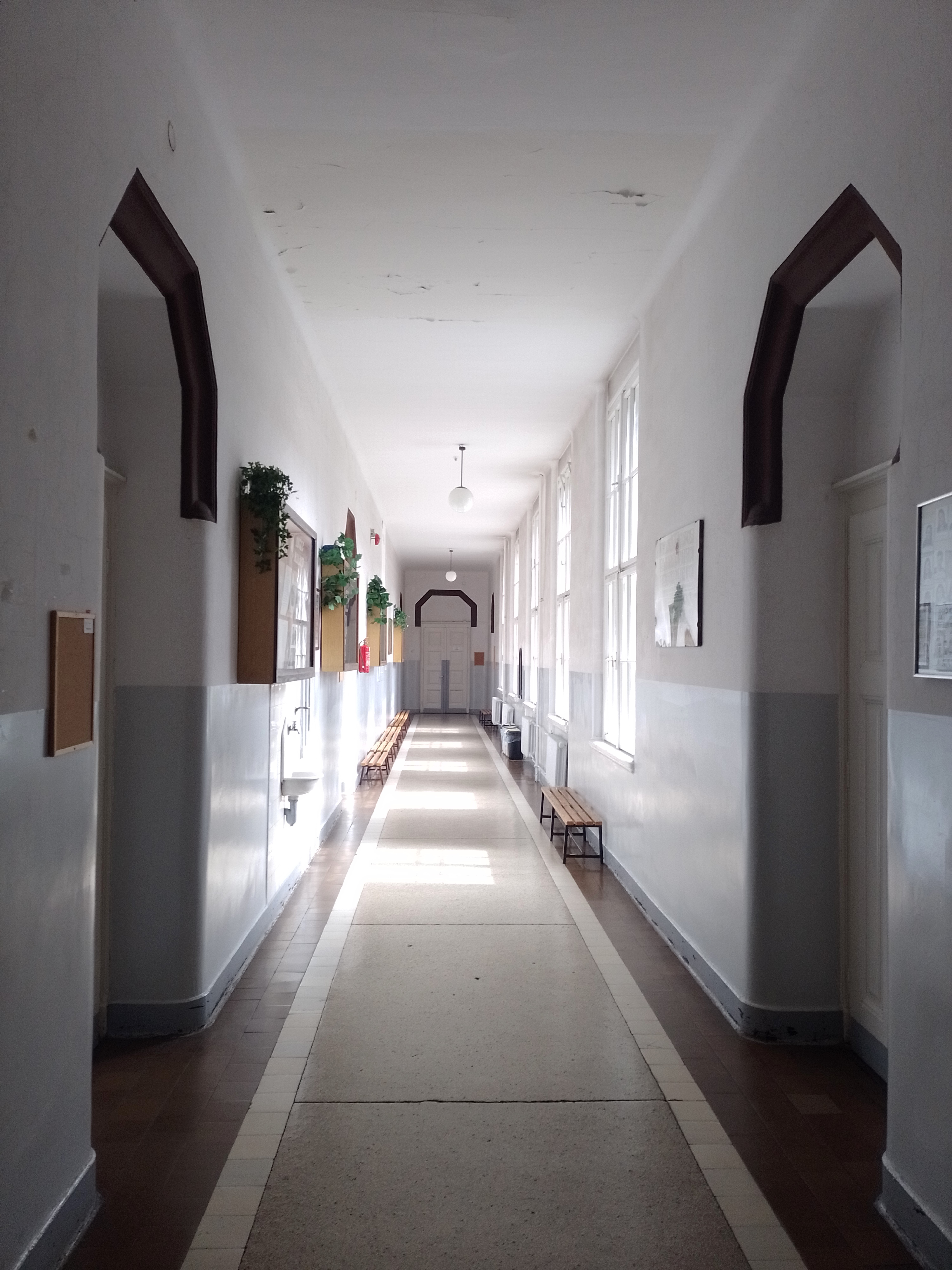
Jeden z korytarzy

Bielska Szkoła Przemysłowa – zespół publicznych szkół zawodowych ponadgimnazjalnych z siedzibą w Bielsku-Białej przy ul. Teodora Sixta 20. Placówka założona w roku 1874 jako Państwowa Szkoła Przemysłowa i kontynuująca także tradycje istniejącej od lat 60. XIX wieku Szkoły Tkackiej, z którą została później połączona, w obecnym kształcie organizacyjnym funkcjonuje od roku 2010, składając się z kształcącego w sześciu zawodach Technikum nr 1 oraz jednokierunkowej Zasadniczej Szkoły Zawodowej nr 1.

## Historia

### XIX wiek
Tradycje Bielskiej Szkoły Przemysłowej sięgają lat 60. XIX wieku, kiedy w prężnie industrializującym się okręgu bielsko-bialskim, trzecim co do wielkości – po Brnie i Libercu – centrum włókiennictwa w monarchii austro-węgierskiej, coraz poważniej dostrzegano potrzebę stworzenia własnej placówki kształcącej wykwalifikowane kadry techniczne.
W roku 1862, 1864 lub 1865 – poszczególne opracowania i monografie nie są zgodne co do dokładnej daty – zainaugurowano prywatne kursy tkackie prowadzone w wynajętym lokalu przy ul. Pastornak (obecnie 1 Maja) przez zatrudnionego w fabryce Franciszka Strzygowskiego mistrza włókienniczego Rudolfa Suchego rodem z Liberca. 3 kwietnia 1866 kursy te przekształcono w zinstytucjonalizowaną Szkołę Tkacką (Die Webeschule) pod auspicjami Bielsko-Bialskiego Towarzystwa Przemysłowego. Była to szkoła prywatna (czesne roczne wynosiło 24 guldeny), niemniej wspierana finansowo przez władze miejskie Bielska (subwencja 200 guldenów) i Białej (100 guldenów) i nadzorowany przez cech sukienniczy. Pierwszym kierownikiem szkoły został Rudolf Suchy. Nauka trwała dwa lata, przyjmowano chłopców po ukończeniu szkoły podstawowej, obok zagadnień związanych z włókiennictwem nauczano także podstaw ekonomii. W roku 1874 prywatna dotąd placówka przekształcona została w Szkołę Zawodową Tkactwa Ministerstwa Handlu, stając się pierwszą państwową szkołą zawodową w mieście. Rozpoczęto tworzenie brakujących wcześniej warsztatów szkolnych, które w roku 1880 dysponowały już trzynastoma krosnami napędzanymi maszyną parową oraz innymi maszynami.
Równolegle o stworzenie średniej szkoły zawodowej, nie tylko włókienniczej, zabiegały władze miejskie. Starania te zwieńczyło otwarcie w dniu 12 października 1874 C.K. Państwowej Szkoły Przemysłowej w Bielsku (K. K. Staatsgewerbeschule in Bielitz) z dwoma wydziałami: budowlano-technicznym i mechaniczno-technicznym. Każda z tych specjalności miała kształcić w systemie trójstopniowym: pierwszy obejmował szkołę przygotowawczą dla uczniów poniżej minimalnego wieku, drugi właściwą szkołę przemysłową mającą status szkoły średniej, w której nauka trwała trzy lata i wreszcie w stopniu trzecim miała funkcjonować szkoła wyższa w formie dwóch pięciomiesięcznych kursów. Pierwsze lata działalności wiązały się jednak z problemami i niewielkim zainteresowaniem uczniów, co skłoniło nowego dyrektora Johanna Stingla (pierwszym był Friedrich Märtens) w roku 1879 do daleko idącej reorganizacji placówki. Odtąd składała się z czteroletniego wydziału mechanicznego, czteroletniego wydziału chemicznego z oddziałem farbiarskim i gorzelniczym (oba mające status szkoły wyższej), dwuletniej szkoły maszynowej oraz dwuletniej szkoły chemicznej z oddziałem farbiarskim i gorzelniczym, a także szkół dokształcających – kupieckiej i dla przemysłu maszynowego, prowadzono ponadto liczne kursy specjalne. W roku 1882 połączono z Państwową Szkołą Przemysłową Szkołę Zawodową Tkactwa, łącząc bielskie szkolnictwo zawodowe w jedną całość. W tym samym czasie dokonano jej przeniesienia z ul. Pastornak (dziś 1 Maja) do południowego skrzydła nowego gmachu szkół średnich przy ul. Strzelniczej (dziś Słowackiego), który jest dziś siedzibą „Mechanika”.
Lata 80. i 90. XIX wieku to okres szybkiego rozwoju szkoły, która w roku 1890 na wszystkich swoich wydziałach i kursach liczyła sobie około tysiąca uczniów, z tego 140 na dwóch kierunkach wyższych. Palącym problemem placówki stały się braki lokalowe, zwłaszcza dla części warsztatowej (w międzyczasie powstała przy szkole także Stację Kontrolną dla surowców przemysłu włókienniczego, przekształconą później w Stację Badawczą). Pierwsze petycje do władz ws. rozbudowy szkoły wystosowano w roku 1896. W 1904 roku zawiązał się komitet na rzecz budowy samodzielnego obiektu szkolnego, do czego po dłuższych sporach na tle finansowym doszło w latach 1910–1913. Wzniesiony wówczas kompleks szkolny między obecnymi ul. Sixta, Słowackiego, Piastowską i Krasińskiego służy placówce po dziś dzień.

### Okres międzywojenny
Po upadku Austro-Węgier i przyłączeniu Bielska wraz z okolicą do Polski, rozpoczyna się proces polonizacji szkoły. W lipcu 1919 obok dotychczas istniejących klas niemieckich utworzono pierwsze dwie klasy polskie, na wydziale mechanicznym oraz kurs mistrzów maszynowych, prowadzone przez Karola Stasia. W roku 1921 mianowano klasy polskie głównymi, a w niemieckich (ostatecznie zlikwidowanych w 1926) wprowadzono obowiązkowy język polski. Rok później dyrektora Josefa Kuhna zastąpił Polak Jerzy Stonawski, który pełniąc swą funkcję do śmierci w 1936 jest symbolem międzywojennego rozkwitu szkoły, która wzbogaciła się m.in. o największe warsztaty elektrotechniczne w ówczesnej Polsce oraz Stację Doświadczalną z laboratoriami chemiczno-włókienniczymi i badań wytrzymałości materiałów, i przy której założono w 1933 Koło Szybowcowe pod kierunkiem Tadeusza Chlipalskiego, które produkując pierwszy w Bielsku szybowiec, stało się prekursorem tej rozwiniętej później w obrębie Szybowcowego Zakładu Doświadczalnego dziedziny bielskiego przemysłu. Wśród ówczesnych nauczycieli Państwowej Szkoły Przemysłowej był m.in. malarz i grafik Adam Bunsch, uczący tu rysunku zawodowego.
Do 31 sierpnia 1931 miała status szkoły wyższej technicznej, później szkoły średniej zawodowej. Po reformie szkolnictwa z roku 1937 szkołę przekształcono w zespół składający się z czteroletniego gimnazjum mechanicznego, trzyletniego liceum mechanicznego, trzyletniego liceum chemiczno-farbiarskiego, czteroletniego wydziału tkacko-przędzalniczego, szkoły mistrzów przemysłu metalowego, szkoły mistrzów rzemiosł budowlanych oraz dwuletnich kursów elektrycznych i tkackich.
Po wybuchu II wojny światowej PSP zamknięto zastępując ją dwiema niemieckimi placówkami, mechaniczną Ingenieurschule oraz włókienniczą Textilfachschule, o których funkcjonowaniu niewiele wiadomo z uwagi na zniszczenia dokumentacji.

### Okres powojenny 1945–1989
Pierwszy skrócony powojenny rok szkolny – tymczasowo w różnych budynkach na terenie miasta, gdyż gmach szkolny do października 1945 zajmował radziecki szpital wojskowy – zainaugurowano 16 kwietnia 1945. Od roku szkolnego 1946/1947 do PSP zaczęły uczęszczać także dziewczęta. W latach 1947–1951 doszło do rozbudowy kompleksu o nowe obiekty warsztatowe oraz nowe skrzydło gmachu głównego od ul. Słowackiego.
Ważną datą w dziejach szkoły jest rok 1950, kiedy doszło do zupełnej zmiany modelu szkoły. Dotychczasową wielokierunkową Państwową Szkołę Przemysłową podzielono na dwie odrębne placówki: Technikum Mechaniczno-Elektryczne (Mechanik) z siedzibą przy ul. Słowackiego 24 (obecnie Zespół Szkół Elektrycznych, Elektronicznych i Mechanicznych im. Jędrzeja Śniadeckiego) oraz Technikum Włókiennicze (Włókiennik), które przejęło obiekt i zaplecze przy ul. Sixta 20, a w roku 1973 zostało przekształcone w Zespół Szkół Zawodowych nr 1 im. Romana Śliwy składający się z Technikum Włókienniczego, Technikum Włókienniczego Zaocznego, Zasadniczej Szkoły Zawodowej oraz Zasadniczej Szkoły Dokształcającej. Przez kolejne dekady PRL Włókiennik pozostawał główną kuźnią kadr dla bielskiego przemysłu włókienniczego.

### Okres od 1989 do współczesności
Po transformacji ustrojowej doszło do kilku kolejnych reorganizacji placówki, która w 1998 roku zmieniła nazwę na obecną, nawiązującą do pierwotnej – Bielska Szkoła Przemysłowa. Wobec upadku znacznej części bielskich zakładów włókienniczych zrezygnowano ze specjalizacji w tym kierunku, rozszerzając za to ofertę edukacyjną o pięcioletnie Liceum Ekonomiczne, następnie od roku 2000 kolejne licea profilowane – chemiczne, ochrony środowiska, ekonomiczne, informatyczne i odzieżowe – i od 2003 IX Liceum Ogólnokształcące z rozszerzonym nauczaniem biologii i chemii. Samo technikum składało się od roku 2003 z czterech wydziałów: chemicznego, odzieżowego, ochrony środowiska oraz informatyczno-ekonomicznego. System ten przetrwał do roku 2010, kiedy zakończono nabór do IX LO i liceów profilowanych oraz przeniesiono wydział informatyczno-ekonomiczny do innych bielskich szkół.

## Współczesność
Od roku 2010 Bielska Szkoła Przemysłowa funkcjonuje jako zespół szkół dwóch publicznych szkół zawodowych ponadgimnazjalnych: Technikum nr 1 oraz Zasadniczej Szkoły Zawodowej nr 1.
Technikum podzielone jest na trzy wydziały kształcące w sześciu zawodach:
- Wydział Chemii i Ochrony Środowiska – technik analityk, technik ochrony środowiska, technik urządzeń i systemów energetyki odnawialnej
- Wydział Tekstylno-Artystyczny – technik przemysłu mody
- Wydział Cyfrowych Procesów Graficznych – technik cyfrowych procesów graficznych (do 2019), technik grafiki i poligrafii cyfrowej (od 2019)

Zasadnicza szkoła zawodowa kształci w jednym zawodzie – krawiec.
Dyrektorem BSP w latach 2002–2021 był mgr inż. Bogdan Sroka.
Obecnie obowiązki dyrektora pełni mgr Gabriela Michalska.

## Budynek

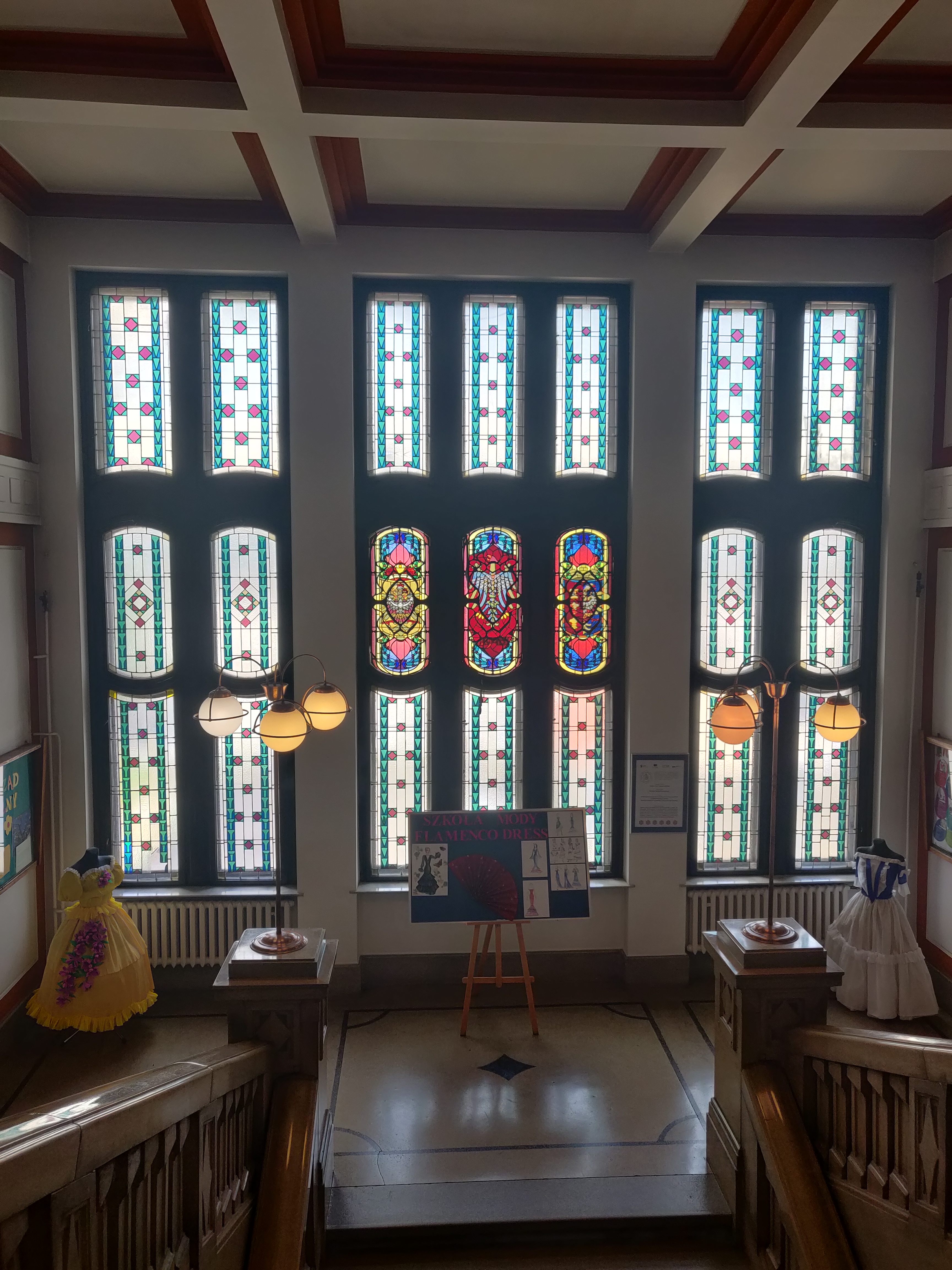
Wnętrze budynku – dekoracja witrażowa klatki schodowej

Kompleks zabudowań Bielskiej Szkoły Przemysłowej znajduje się na historycznym Dolnym Przedmieściu w sąsiedztwie Parku Słowackiego, zajmując cały kwartał pomiędzy ulicami Teodora Sixta, Juliusza Słowackiego, Zygmunta Krasińskiego i Piastowską – dawną posesję Ernsta Grünwalda wykupioną w roku 1908.
Gmach główny z fasadą od ul. Sixta wzniesiony został w stylu klasycyzującego neobaroku z elementami secesji w latach 1910–1913 wg projektu Ernsta Lindnera przez firmy budowlane Karola Korna i Andrzeja Walczoka. Budynek złożony z trzech brył, z mansardowym dachem i wieżyczką zegarową na szczycie, przypomina architekturę pałacową. Nad wejściem unosi się balkon z czterema dużymi rzeźbami puttów, a elewacja ubogacona jest licznymi emblematami przemysłowymi, m.in. postaciami drwala oraz robotnika z młotem. W latach 1949–1951 dobudowano w tej samej stylistyce skrzydło od strony ul. Słowackiego.
Pozostałą część parceli wypełniły parterowe i piętrowe budynki warsztatów szkolnych, rozbudowanych w okresie międzywojennym oraz w latach 1947–1948. W roku 2005 warsztaty zostały wyłączone z BSP i współtworzą Bielskie Centrum Kształcenia Ustawicznego i Praktycznego.

## Przynależność do stowarzyszeń
Bielska Szkoła Przemysłowa jest członkiem Stowarzyszenia na rzecz Najstarszych Szkół w Polsce, zbierającego i gromadzącego historyczne dokumenty dotyczące szkół, opracowującego monografie oraz prowadzącego kwerendy źródeł w oparciu o jednolite kryteria naukowe.